# Enzyme artificielle

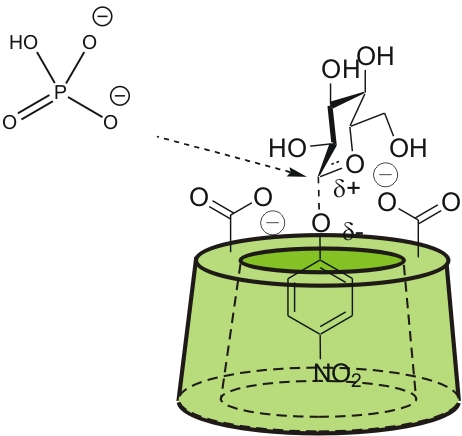
Représentation d´une phosphorylase artificielle construite à partir d´une cyclodextrine

Une enzyme artificielle est une molécule synthétique relativement petite créée pour imiter le site actif d´une enzyme naturelle. Elle est bâtie à partir d´une molécule hôte, responsable de la liaison sélective avec le substrat, et à laquelle on ajoute des groupes fonctionnels pour obtenir une activité catalytique. 
Initialement, les molécules hôtes utilisées étaient essentiellement des cyclodextrines, des éthers couronnes ou des calixarènes. Même si les systèmes artificiels sont capables d´accélérer une réaction par un facteur 1000, leurs performances restent encore très en dessous des performances réalisées par les enzymes naturelles ( × 106). Depuis, d´autres approches ont suivi telles que l´utilisation de peptides ou d´anticorps (abzymes).